# Ala Pugačova
Ala Borisovna Pugačova (rus. Алла Борисовна Пугачёва; Moskva, 15. travnja 1949.) - ruska pjevačica, skladateljica i glumica. Jedna je od najpoznatijih i najcjenjenijih pjevačica iz Rusije.

## Karijera
Rođena je 15. travnja 1949. u Moskvi. Godine 1969. diplomirala je zborno dirigiranje na Glazbenoj školi „Ipolitov - Ivanov“ u Moskvi.
U razdoblju od 1971. do 1972. bila je u grupi Oleg Lundstren bigbend, a kasnije i u Veselite momčeta (1973).
U 1974. Pugačova osvaja treću nagradu na natjecanju za pop umjetnike. Veliki talent za pjevanje je dokazala na festivalu Zlatni Orfej sljedeće godine, kada je primila nagradu za pjesmu “Arlekino” Emila Dimitrova.
Kasnih sedamdesetih i ranih osamdesetih, Pugačeva je postala najveća zvijezda ruske pop glazbe i stječe popularnost izvan Sovjetskog Saveza. Dobila je nagradu Ćilibarski slavuj na Grand prix festivalu u Sopotu, Poljska (1978). Pored te nagrade nizala je uspjehe širom Europe: zlatna ploča u Finskoj, pjeva u Olimpiji u Parizu (1982.) i na reprezentativnom festivalu San Remo (Italija). Nastupala je na otvaranju kulturnog centra Sovjetskog Saveza u Beču i sudjeluje u dobrotvornim koncertima u Finskoj i drugim državama. Prodala je oko 250 milijuna primjeraka ploča i diskova.
Pugačova je autorica, glumica i voditeljica na desetine televizijskih i koncertnih programa. U svojoj domovini, Pugačeva je dobila mnogo nacionalnih nagrada, uključujući i titulu „Zaslužni umjetnik“.
Predsjednik Dmitrij Medvedev odlikovao ju je Ordenom za zasluge trećeg stupnja na njen rođendan 2009. godine. Dobra je prijateljica s nekadašnjom ukrajinskom premijerkom Julijom Timošenko.
Iz prvog braka ima kći Kristinu Orbakajite. Od 1994. do 2005. bila je udata za pop zvijezdu Filipa Kirkorova.